# Benjamín Galindo
Pour les articles homonymes, voir Galindo (homonymie).
Benjamín Galindo Marentes (né le 11 décembre 1960 à Tierra Blanca, dans l'État de Zacatecas) est un footballeur mexicain reconverti entraineur.
Milieu de terrain offensif, il était surnommé « El Maestro ». Il a disputé la coupe du monde 1994 avec l'équipe du Mexique (il compte 65 sélections et  28 buts entre 1983 et 1997).

## Carrière joueur
- 1979-1986 :  Tampico Madero Fútbol Club
- 1986-1994 :  Chivas de Guadalajara
- 1994-1997 :  Santos Laguna
- 1997-1999 :  Cruz Azul
- 1999-déc. 1999 :  Pachuca
- jan. 2000-2001 :  Chivas de Guadalajara

## Carrière d'entraineur
- oct. 2010-2011 :  Atlas
- 2011-nov. 2012[1] :  Santos Laguna
- jan. 2013-2013[2] :  Chivas de Guadalajara